# Вагнер, Николай Петрович (1898)
Николай Петрович Вагнер (1898—1988) — советский писатель, драматург.

## Биография
Родился 28 мая 1898 года[по какому календарю?] в Челябинске, в семье железнодорожного инженера.
В 1917—1924 годах учился в Пермском, а затем — и Петроградском университетах, на факультете общественных наук.
В 1926—1930 годах участвовал в качестве статиста и экономиста в экспедиции АН СССР в Якутию.
Его первые рассказы — «Кошмар» и «Записки женщины» были напечатаны ещё в 1918 году в Перми. В 1920-х годах публиковал свои стихи и очерки в ленинградских газетах и журналах. Первая книга — очерки «Человек бежит по снегу», напечатанная в 1930 году, была высоко оценена Максимом Горьким.
Во время блокады Ленинграда (в 1941–1942 гг.) был сотрудником политотдела Ленинградской милиции; написал очерк «Человек в синей шинели».
Член СП СССР.